# 長楽寺 (兵庫県香美町)
長楽寺（ちょうらくじ）は、兵庫県美方郡香美町にある高野山真言宗の寺院。山号は川会山、本尊は薬師瑠璃光如来。但馬大仏と通称される像高約15mの巨大な木造大仏を安置していることでも知られる。

## 由緒
奈良時代の天平年間（729年～749年）に行基によって創建されたとされ、当時は八鹿山薬師寺と称した。戦国時代に再興され現在の山寺号となったとされる。再興後、江戸時代から明治時代までの度重なる火災により、古建築と文化財の大半を焼失した。巨大建築で知られる現在の堂塔伽藍及び大仏は、相互タクシー創業者の多田清の寄進により、平成時代初頭に落成し、平成6年（1994年）に開眼供養が行われた。大仏殿には釈迦如来、薬師如来、阿弥陀如来の木造大仏3体が安置されているが、中央の釈迦如来像は他の2体よりも大きく、木造座像としては世界最大の高さとされている。

## 伽藍
- 薬師堂（本堂） - 秘仏薬師瑠璃光如来像安置
- 大仏殿 - 間口55メートル、奥行36メートル、高さ40メートル。釈迦如来、薬師如来、阿弥陀如来の木造大仏3体を安置
- 五重塔 - 高さ70mの日本第2位の高塔
- 大門 - 入母屋造、高さ8m余り重さ約10トンの仁王像2躯安置
- 弁天堂
- 鐘楼 - 本堂横の舞台の上に位置する。境内に残る唯一の古建築
- 庫裏

## 交通アクセス
- 所在地：〒667-1366 兵庫県美方郡香美町村岡区川会642
- 山陰本線 八鹿駅から全但バス「湯村温泉」「秋岡」行きで60分、「峠口」下車 徒歩30分
- 山陰本線 香住駅から香美町民バス「村岡」行きで50分、「川会」下車 徒歩20分